# St. Simon und Judas Thaddäus (Bad Sassendorf)

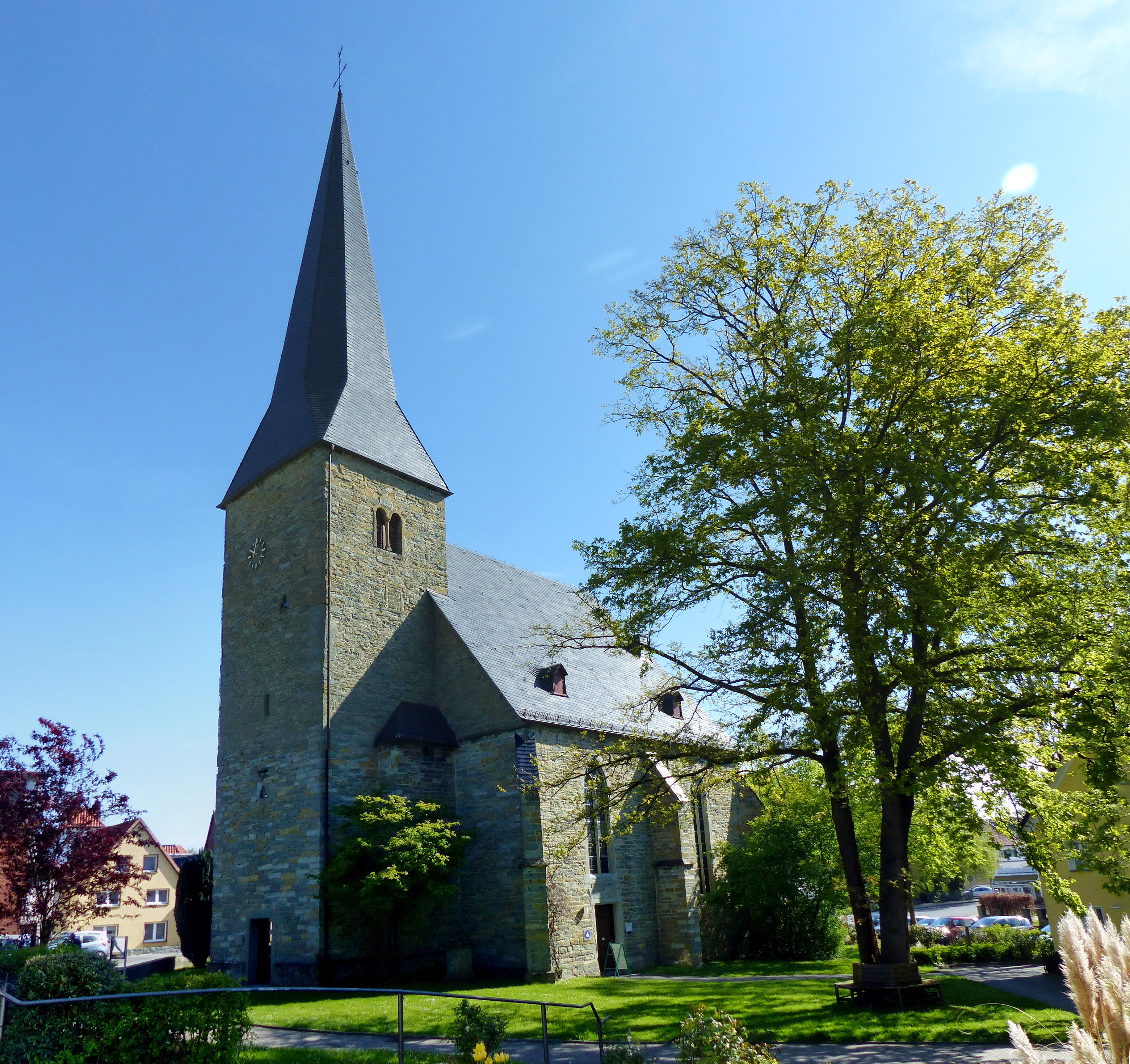
Außenansicht der Kirche

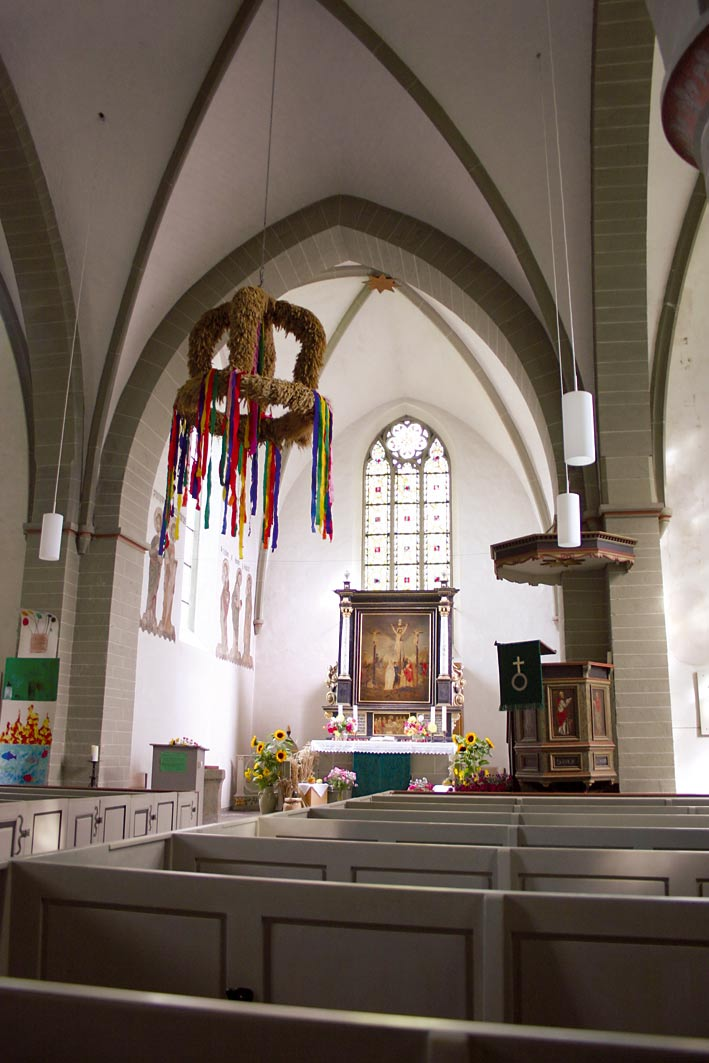
Innenansicht der Kirche

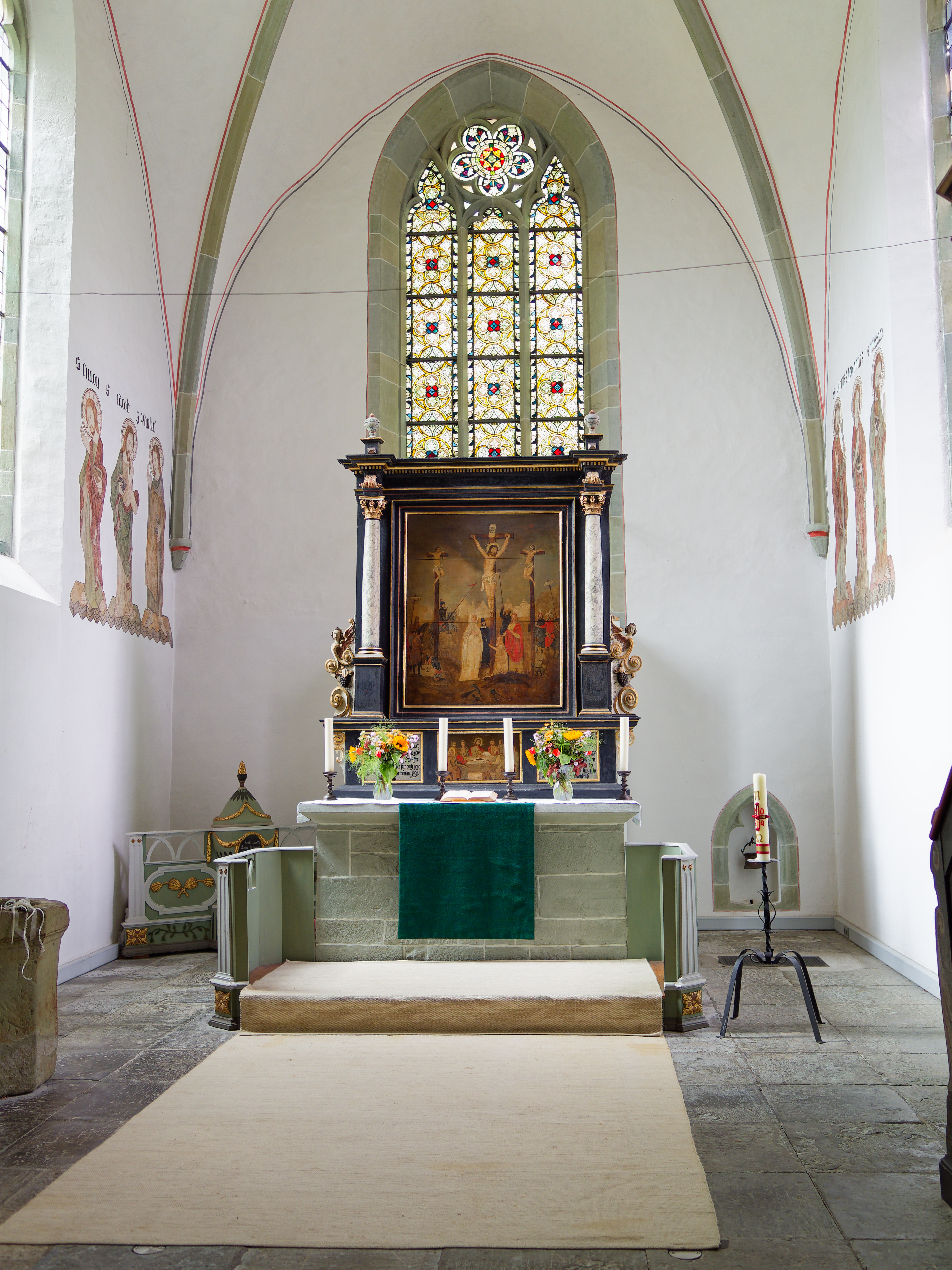
Altar

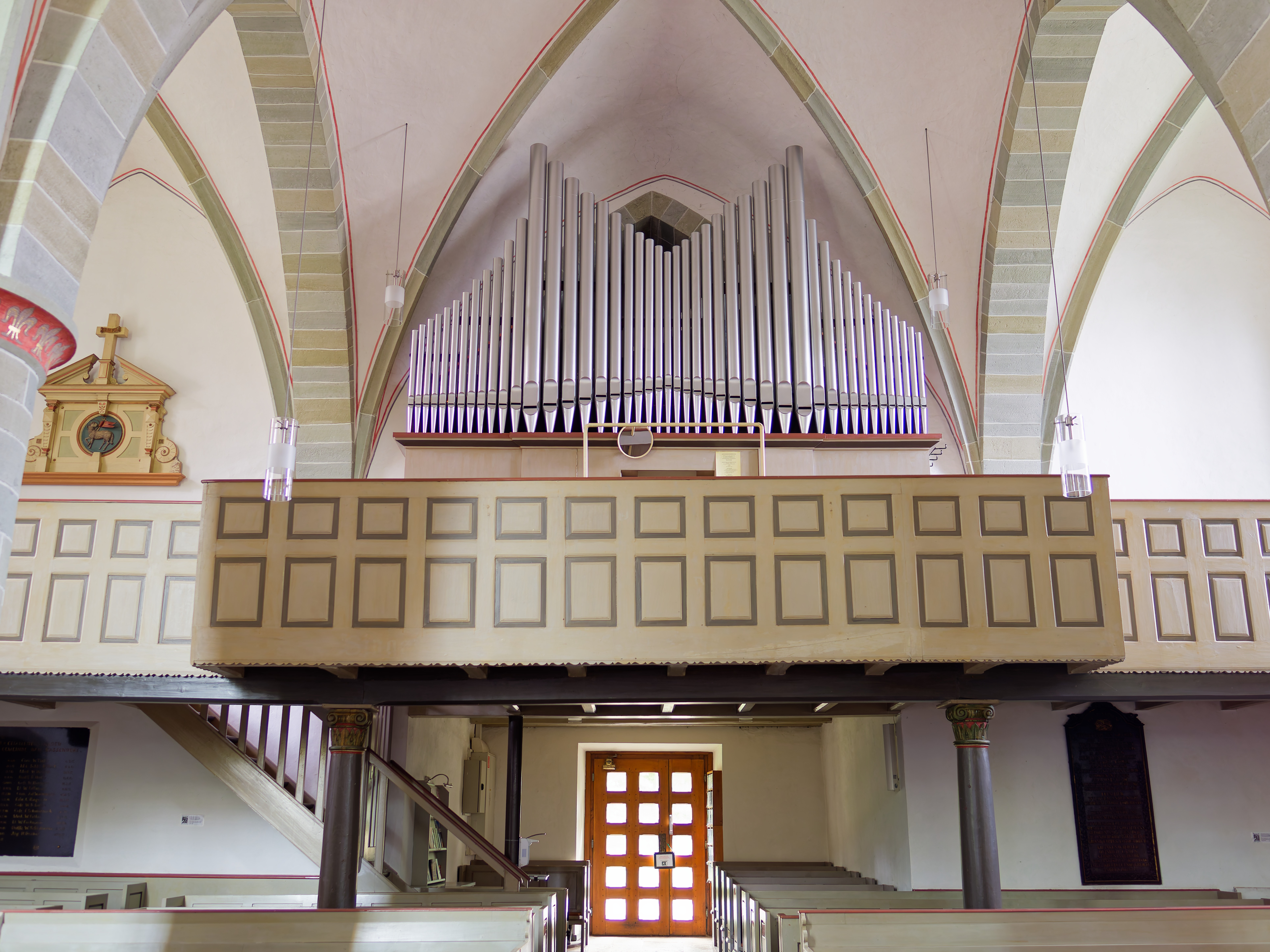
Orgel

Die evangelische Pfarrkirche St. Simon und Judas Thaddäus ist ein denkmalgeschütztes Kirchengebäude in Bad Sassendorf, einer Gemeinde im Kreis Soest in Nordrhein-Westfalen. Zur 1973 gegründeten Kirchengemeinde gehören die hier beschriebene Kirche und die Pfarrkirche St. Pantaleon in Lohne. Die Pfarrgeschichte beider Kirchen verlief weitgehend ähnlich, da Abhängigkeiten zwischen der Mutterkirche in Lohne und der Filialkirche in Bad Sassendorf bestanden. Die Gebäude allerdings unterscheiden sich wegen der unterschiedlichen Entstehungszeiten.

## Geschichte und Architektur
Der Kölner Erzbischof Heinrich von Virneburg bestätigte am 18. April 1313 die Genehmigung zum Bau einer Taufkapelle, eines Kirchhofes und einer Schule. Als weltlicher Patron sollte der auch für die Mutterkirche in Lohne eingesetzte Abt von St. Pantaleon in Köln fungieren. Die Kapelle war dem Pfarrer in Lohne unterstellt. Dieser hatte auch für die Einsetzung eines Vikars Sorge zu tragen. Die Gemeinde war zur Unterstützung der Mutterkirche verpflichtet und musste dem Pfarrer ein Haus zur Verfügung stellen. Das Taufrecht wurde der Kapelle vom Erzbischof 1313 eingeräumt. Als erster Geistlicher wurde 1929  ein Kappelan Theodoricus urkundlich erwähnt. Die Kapelle ist wohl während der Reformationszeit von der Mutterkirche unabhängig geworden. Wann sie Pfarrkirche erhoben wurde, ist nicht urkundlich überliefert. Aus einer Glockeninschrift von 1517 geht hervor, dass die Kirche ursprünglich dem Hl. Antonius gewidmet war und danach dem Patrozinium der Heiligen Simon und Judas Thaddäus unterstellt wurde. Der letzte katholische Pfarrer vor der Reformation war A. Vogler, er wirkte bis 1532. Danach wurde bis 1548 ein evangelischer Interim eingesetzt, der dann bis 1590 wieder durch katholische Geistliche abgelöst wurde. Seitdem ist die Kirche protestantisch.
Die dreischiffige zweijochige Halle mit gerade geschlossenem, niedrigerem einjochigen Chor wurde wohl ab 1420 in hammerrechtem Bruchstein errichtet, sie ist das Nachfolgegebäude für die 1313 errichtete Kapelle. Zu Beginn der Soester Fehde war das Gebäude bis auf die Gewölbe fertiggestellt worden. Die Arbeiten wurden dann unterbrochen. Der Turm und das Chorgewölbe wurden bis zum Ende des 15. Jahrhunderts fertiggestellt. Außen angebrachte Strebepfeiler und im Innenraum gesetzte Rippenanfänge belegen, dass auf für das Mittelschiff ein Gewölbe vorgesehen war. Es wurde allerdings eine flache Holzdecke eingezogen. Diese Holzdecke wurde 1905 durch ein Gewölbe ersetzt. In einem Dachbalken des Langhauses ist die Jahreszahl 1431 erhalten, das Dach des Turmes ist mit 1511 datiert. Das Mittelschiff ist breiter als es lang ist und wirkt deswegen gedrungen. Es hat Ähnlichkeit mit dem Raumschema der Hohnekirche in Soest und gehört einer Reihe von ähnlichen Bördekirchen an. Das Rippengewölbe im Chorjoch ist im 15. Jahrhundert mit einem achtspitzigen Sälzerstern als Schlussstein beendet worden. Die Wände sind durch zweiteilige Maßwerkfenster gegliedert, die Fenster im Chorbereich sind dreiteilig. Die Fenster in der Sakristei sind zweiteilig. Es existieren drei Portale, jeweils eines in der nördlichen und südlichen Langhauswand und eines im Turm, dessen Vermauerung 1905 wieder geöffnet wurde. Das Portal an der Nordseite ist älter als das an der Südseite; das Südportal ist flach gedeckt. Der Turm ist viergeschossig und ein wenig in das Langhaus eingezogen, er ist durch einen Treppenturm erschlossen. Die Wände im Glockengeschoss sind durch kleine Schallarkaden gegliedert, deren mittlere Säule eingestellt ist. Diese Säulen stammen vermutlich von einem anderen, älteren Gebäude. Der Turm ist mit einem achtseitigen Knickhelm bekrönt. Die Sakristei steht an der Südseite, sie ist ebenso wie der Turm mit einer Holzdecke geschlossen.
Der Innenraum wird bedingt durch den verwendeten Soester Grünsandstein an Pfeilern und Gurtbögen olivgrün. In dieser Farbe sind auch die Kirchenbänke angestrichen. Die Last der Gewölbe wird hauptsächlich von wuchtigen Rundpfeilern getragen. Die Wandmalereien im Chor vom Ende des 15. Jahrhunderts zeigen die 12 Apostel, sie wurden 1910 durch den Maler Ebeling aus Hannover bei einem Versuch der Restaurierung stark übermalt. Die Apostel stehen auf Postamenten, der Vorderseite gezähnt ist. Nicht alle sind mit Attributen versehen, allerdings ist die Zuordnung eindeutig möglich, da über den Köpfen die Namen geschrieben wurden. Bei den Aposteldarstellungen fehlt Judas Thaddäus, Paulus und Matthias sind der Gruppe zugehörig. Die Ikonologie hat folgende Erklärung: Matthias tritt an die Stelle des Verräters Judas Ischarioth, damit ist wieder die Zahl 12 erreicht. Da der Maler mit Paulus auf 13 gekommen wäre, ließ er Judas Thaddäus weg, wohl wegen des Gleichklang seines Namens mit dem des Verräters. Die einzige erhaltene Empore ist die Orgelempore. Früher standen an den Seitenwänden noch die sogenannten Lohnherren- und Knechtebühnen.

### Historische Ansichten und Aufrisse

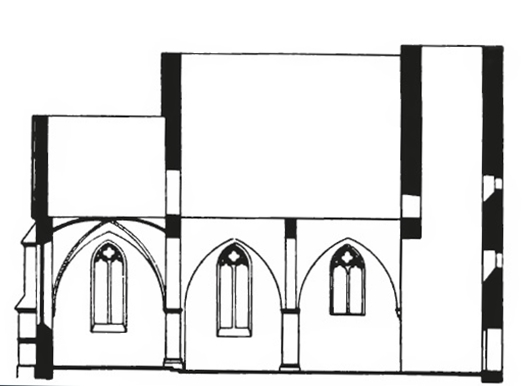
Seitenansicht aus der Zeit vor 1905 aus dem Buch Die Bau- und Kunstdenkmäler von Westfalen von Albert Ludorff
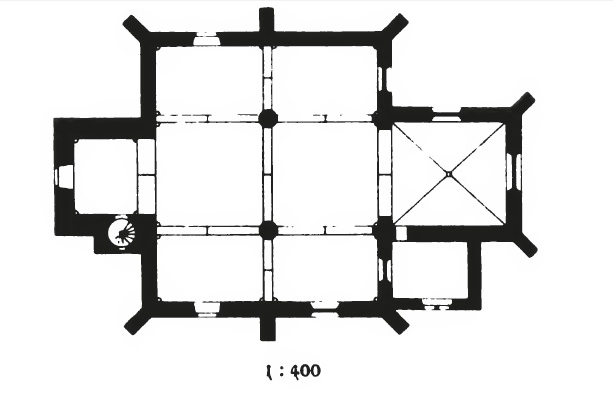
Der Grundriss nach Ludorff vor 1905
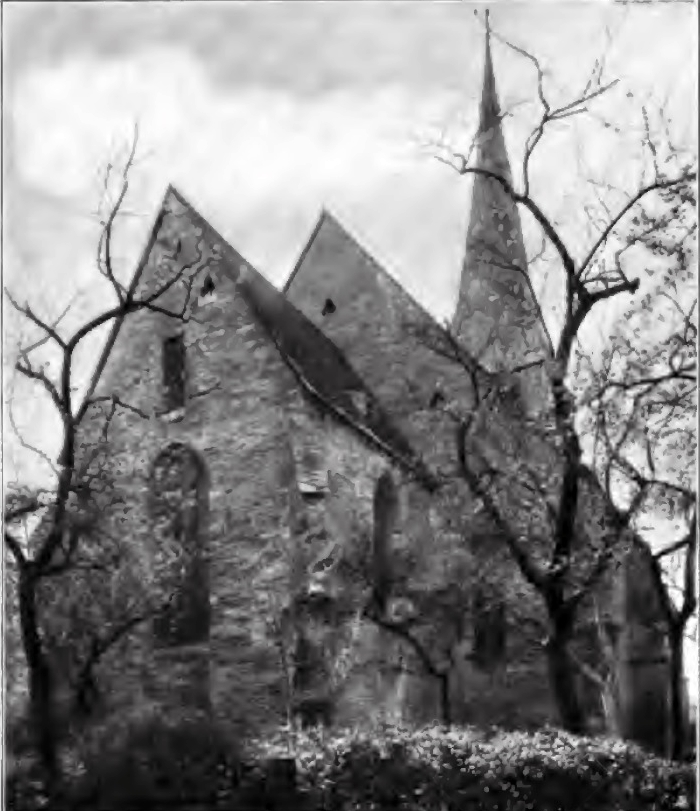
Außenansicht der Evangelischen Kirche, Zustand im Jahr 1897
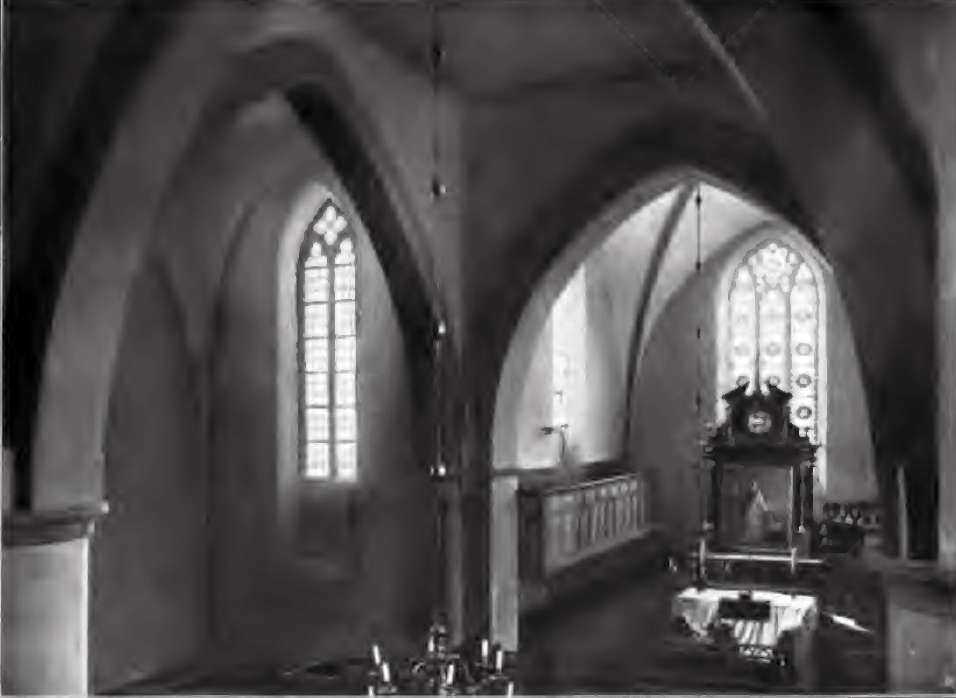
Innenansicht in Richtung Chor, Zustand von 1897

## Ausstattung

### Altar

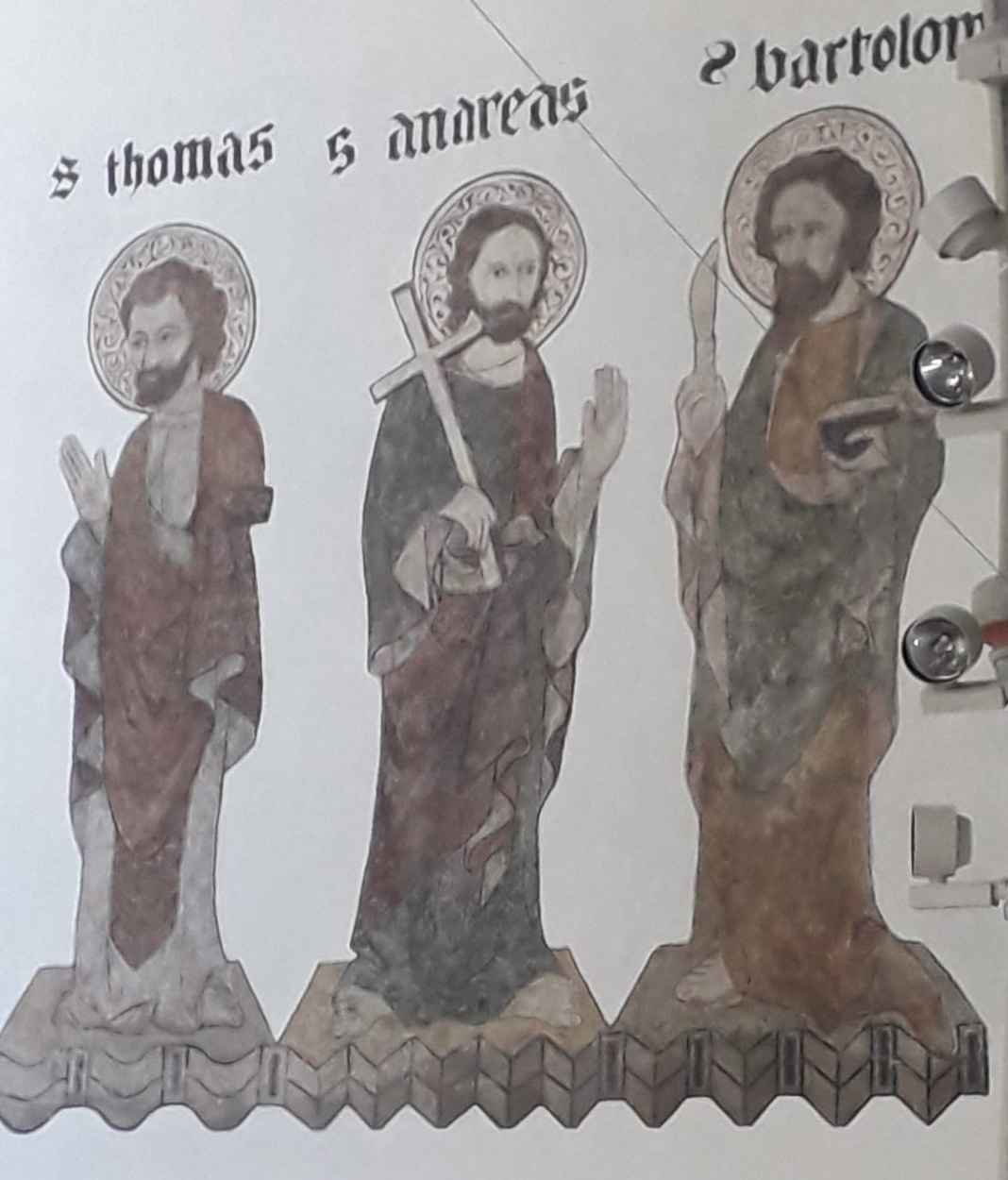
Chorgemälde: Drei Heilige, 15. Jahrhundert

Das Kernstück des Altares ist eine Kreuzigungsgruppe, die auf Holz gemalt wurde. Auf diesem Gemälde ließ sich der Pfarrer Johann Conrad Draudius, der von 1642 bis 1660 Pfarrer in Lohne und Sassendorf war, direkt neben der Maria stehend abbilden. Er ist in ein schwarzes Ornat gekleidet, die Heilige Schrift hält er vor sich. Das Bild ist ein gutes Beispiel für die westfälische Tafelmalerei in der Barockzeit. In der Predella wird das letzte Abendmahl dargestellt, es wird von den Einsetzungsworten begleitet. Nach einer Untersuchung im Jahr 1965 ist die Umrahmung des Altares, bei dem die Bezeichnung 166. zu lesen ist, im Laufe der Zeit stark verändert worden. Am Anfang des 20. Jahrhunderts wurde das ursprüngliche Oberteil durch das heutige Kranzgesims ersetzt. Die Säulen mit den korinthischen Kapitellen sind erhalten. Möglicherweise wurde der Altar von den Adelsgeschlechtern von Dolffs und von Menge gestiftet, deren Wappen konnten an den Sockeln entziffert werden.

### Glocken
Das Glockengeläut im Kirchturm umfasst drei Glocken:
- Die kleinste Glocke wurde 1947 gegossen und erklingt in c″. Sie ist eine Kopie der Glocke von 1434.
- Auf der mittleren Glocke ist die Inschrift ihesus, maria, Johannes anthonius anno domini MDXVII herman vogel goet mi zu sehen. Die Glocke ist mit den Evangelistensymbolen und zwei weiteren Figuren verziert, sie hat einen Durchmesser von 77 cm[19] und erklingt in a′.
- Die große Glocke wurde 1861 von den Sälzern gestiftet[19] und musste 1917 während des Ersten Weltkrieges abgegeben werden und wurde für die Rüstungsproduktion eingeschmolzen. Die danach gelieferte Ersatzglocke musste 1940 während des Zweiten Weltkrieges ebenso abgeliefert werden. Sie wurde 1966 ersetzt und trägt die Inschrift Friede auf Erden.[20] Sie hat den Ton g′.

### Taufbecken
Das Taufbecken aus Stein ist achteckig; es stammt vermutlich aus der Vorgängerkapelle. Es wurde aus Soester Grünsandstein gehauen und ist das älteste Ausstattungsstück der Kirche. Der becherförmige Taufstein wurde 1937 bei Ausgrabungsarbeiten auf dem Bilkenhof gefunden. Sein Randprofil ist umlaufend.

### Kanzel

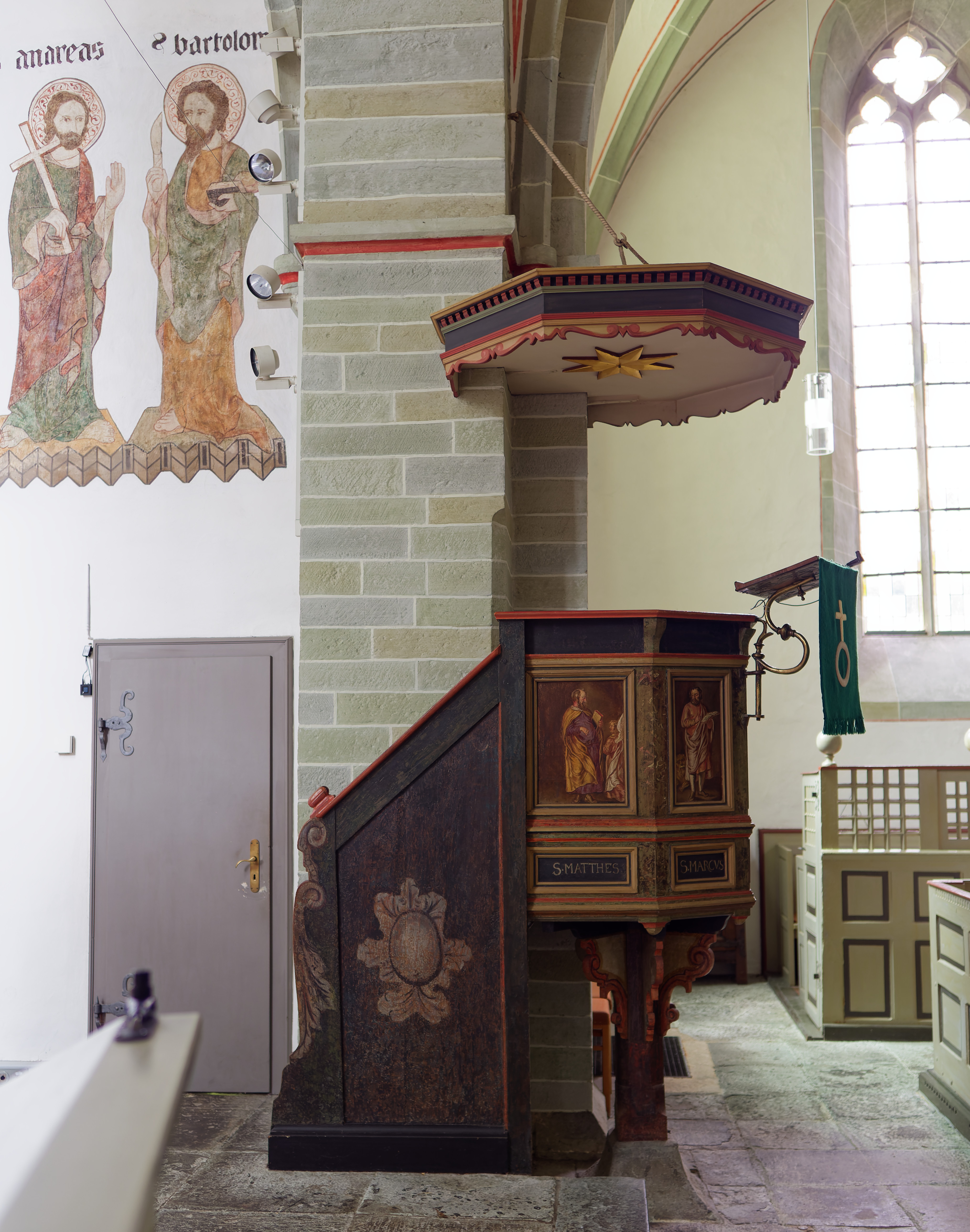
Die Kanzel

Die barocke Kanzel ist eine Arbeit aus der Zeit vom Ende des 17. Jahrhunderts. Der Kanzelkorb ist fünfseitig, auf den Füllungen im Mittelteil sind die vier Evangelisten mit ihren zugehörigen Symbolen dargestellt. Die vier Tafelbilder sind auf Holz gemalt. In den kleinen Füllungen darunter stehen die Namen der Evangelisten. Die einzelnen Zonen werden durch rundlaufende Gesimse voneinander getrennt. Der Korb wird von einem Fuß getragen, der sich nach unten hin verstärkt, er steht auf einem Steinsockel. Die Fassung wurde in neuerer Zeit nach dem alten Vorbild erneuert. Der Stern der Salzbeerbten ist achteckig, er wurde unter dem Schalldeckel angebracht. Die Bemalung an der Treppenverkleidung ähnelt einem Spiegel, der mit Blättern verziert ist. Das Lesepult aus Messing trägt eine kupferne Platte, die Arbeit stammt aus der Zeit um 1700.

### Orgel

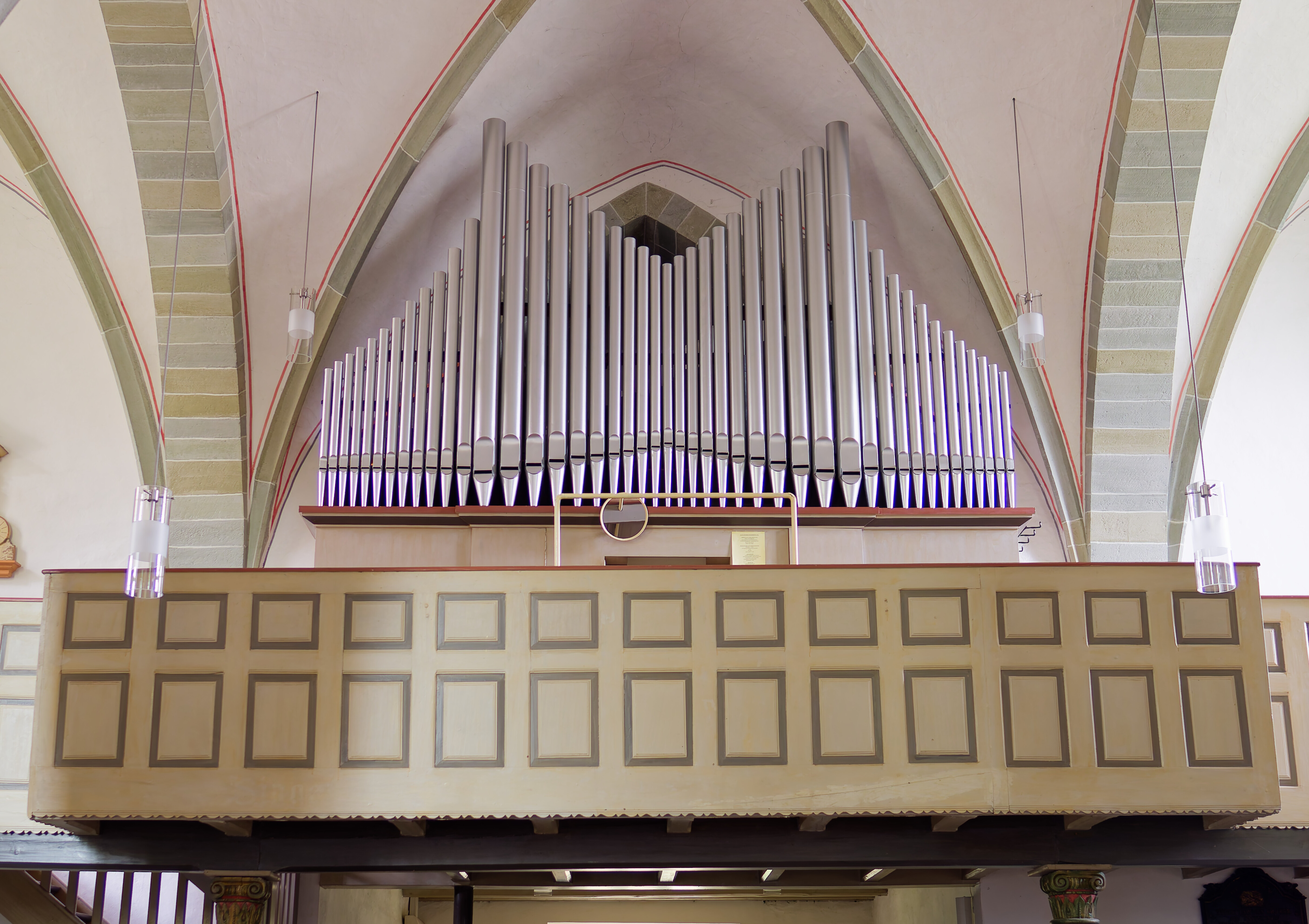
Orgel auf der Empore über dem Eingang im Turm

Die Orgel des Unternehmens Emil Hammer Orgelbau aus Hannover wurde 1951 gebaut. Sie steht auf der Orgelempore über dem Eingang im Turm. Beim Bau der Orgel fanden Teile des Vorgängerinstrumentes von 1867 Wiederverwendung. Das Instrument besitzt eine mechanische Spiel- und Registertraktur. Es ist mit 19 Registern ausgestattet, die sich auf das Hauptwerk, das Pedal und das Oberwerk verteilen.

### Sonstige Ausstattung
- Am Fußboden des Turmes und im Chorbereich sind verschiedene Denkmäler und Grabplatten für die ortsansässigen Sälzer und Adelsfamilien ausgestellt.
- Das Chorgestühl wurde um 1700 hergestellt.[25]
- Der Opferstock, auch Soester Schapp genannt, ist ein Schrank vom 18. Jahrhundert. Er steht im nördlichen Seitenschiff, er ist mit Beschlägen verziert, die Türen sind gefüllt.[26]
- Die Abendmahlkanne aus Zinn wurde in der ersten Hälfte des 19. Jahrhunderts gefertigt. Sie trägt zwei Engelmarken und den Meisterstempel W. Hermsen Soest.
- Die beiden Brotteller aus Zinn sind so wie die Abendmahlkanne markiert, sie tragen die Inschrift Der Kirche zu Sassendorf 1847.[26]